# Lake Labyrinth
Lake Labyrinth — метеорит-хондрит масою 25000 грам.